# Nojima Ryo
Ryo Nojima (sinh ngày 5 tháng 10 năm 1979) là một cầu thủ bóng đá người Nhật Bản.

## Sự nghiệp câu lạc bộ
Ryo Nojima đã từng chơi cho Kataller Toyama.